# Lijst van Chileense oorlogsschepen tijdens de Tweede Wereldoorlog
Dit is een lijst van Chileense oorlogsschepen tijdens de Tweede Wereldoorlog. Deze lijst bevat Chileense oorlogsschepen met een tonnage van boven de 1000 ton.

## Torpedobootjagers
- Serrano-klasse
  - Aldea
  - Hyatt
  - Orella
  - Riquelme
  - Serrano
  - Videla
- Almirante Lynch-klasse
  - Almirante Condell
  - Almirante Lynch

## Slagschepen
- Almirante Latorre-klasse
  - Almirante Latorre

## Onderzeeboten
- Capitan O’Brien-klasse
  - Almirante Simpson
  - Capitan O'Brien
  - Capitan Thompson

## Kruisers

### Middelzware kruisers
- O'Higgins
- Presidente Errazuriz-klasse
  - Chacabuco

## Kustverdedigingschepen
- Huascar